# Dori (rivière)
Pour les articles homonymes, voir Dori.
Le Dori, également appelé localement Lora et Kadanai est une rivière du Pakistan et de l'Afghanistan. La rivière coule dans la province afghane de Kandahar, et dans la province pakistanaise du Baloutchistan. C'est un affluent de l'Arghastan en rive gauche, donc un sous-affluent de l'Helmand par l'Arghastan puis l'Arghandab.

## Géographie
Le Dori, long de plus ou moins 320 kilomètres, naît au Baloutchistan pakistanais, au nord de la ville de Quetta. Il est appelé Lora dans son cours supérieur au Pakistan. Son nom devient Kadanai dès son entrée en Afghanistan, et le nom de Dori lui est donné en aval de la ville de Spin Baldak.
En Afghanistan, le Dori se dirige d'abord vers l'ouest et se heurte bientôt au désert de sable du Registan. Il prend alors la direction du nord et longe le désert dont il constitue le rebord est et nord-est jusqu'à la ville de Takht-e Pol, située aux confins sud-est de la vallée de Kandahar. Peu après, il conflue avec l'Arghastan en rive gauche, à une trentaine de kilomètres au sud de la ville de Kandahar.

## Hydrologie
Le Dori reçoit l'essentiel de son débit de la fonte des neiges au printemps, surtout au mois de mars.
L'irrigation réduit largement son débit, comme celui de l'Arghastan, avant leur confluent. Au niveau de Takht-e Pol il se monte à plus ou moins 1 m3/s.